# Out of My Head (John Newman)
Out of My Head è un singolo del cantautore britannico John Newman, pubblicato il 4 aprile 2014 come quinto estratto in Germania e come quarto estratto a livello europeo dal primo album in studio Tribute.

## Video musicale
Il videoclip è stato girato in bianco e nero.